# Faraz Rabbani
Scheich Faraz Fareed Rabbani (geboren 1974 in Karatschi) ist ein pakistanisch-kanadischer islamischer Aktivist und Gelehrter der hanafitischen Rechtsschule des sunnitischen Islam.

## Leben
Rabbani ist pakistanischer Herkunft und eine Persönlichkeit des Islam in Kanada. Er war früher eine zentrale Figur und stand für lange Zeit kontinuierlich an der Spitze der effektiven Nutzung der neuesten Web-Technologien und -Dienste für den Unterricht des Islam im Westen. Rabbani ist Gründer von SeekersGuidance. Er war formell eine zentrale Persönlichkeit bei SunniPath.com, wo seine beliebten Q&A- und Online-Kurse dazu beitrugen, dass es sich zu dieser Zeit zum angesehensten Online-Lerninstitut im Internet entwickelte.
Im August 2011 half er beim Start von SeekersHub in Toronto mit Zweigstellen in Australien und anderswo. Er ist Partner und Rechtsberater bei StraightWay Ethical Advisory.
Er ist Unterzeichner der  Common Word Initiative, der Botschaft aus Amman (Amman Message) und des Offenen Briefes an al-Baghdadi.
2012 wurde er in einer „Liste der 500 einflussreichsten Muslime“ des Royal Islamic Strategic Studies Centre aus Jordanien und des Prince Alwaleed bin Talal Center for Muslim-Christian Understanding in Washington, D.C. aufgeführt.

## Schriften
- Absolute Essentials of Islam: Faith, Prayer, and the Path of Salvation According to the Hanafi School. Santa Barbara: White Thread Press, 2004
  - Das Allerwesentlichste im Islam: Glaube, Gebet und der Weg des Heils gemäß der ḥanafitischen Rechtsschule. Aus dem Englischen übertragen von Abdullah Frank Bubenheim. WARDA Publikationen, Hellenthal 2016; ISBN 978-3-939191-12-4 Inhalt
- Sufism & Good Character: Prophetic Guidance on the Spiritual Path. Santa Barbara: White Thread Press, 2004